# Bernardo Faro
Bernardo Faro est une localité de Sao Tomé-et-Principe située au centre-est de l'île de Sao Tomé, dans le district de Cantagalo. C'est une ancienne roça, destinée à la culture du cacao.

## Population
Lors du recensement de 2012, 190 habitants y ont été dénombrés.

## Roça
La casa principal (maison de maître) de cette petite roça-avenida est située sur une hauteur.
Photographies et croquis réalisés en 2011 mettent en évidence la disposition des bâtiments, leurs dimensions et leur état à cette date.